# زمین‌لرزه ۱۹۰۶ اکوادور-کلمبیا
زمین‌لرزه اکوادور-کلمبیا در تاریخ ۳۱ ژانویه ۱۹۰۶ میلادی، برابر با ‎۱۱ بهمن ۱۲۸۴، ساعت ۱۵:۳۶:۰۰ به زمان یوتی‌سی در اکوادور رخ داد. بزرگی آن ۸٫۶ در مقیاس Mw اعلام شده‌است. زمین‌لرزه به وقت محلی در روز چهارشنبه، ساعت ۱۰ روی داده و منطقه زمانی آن یوتی‌سی -۵ بوده‌است.
سازمان زمین‌شناسی آمریکا نیز جای این زمین‌لرزه را در مختصات ۱°۰۰′شمالی ۸۱°۳۰′غربی / ۱°شمالی ۸۱٫۵°غربی و بزرگی آن را برابر با ۸٫۸ در مقیاس ریشتر اعلام کرده‌است. ژرفای گزارش شده از سوی این سازمان ۲۵ کیلومتر می‌باشد.
سونامی نیز در این زلزله گزارش شده‌است.